# 6 Dywizja Kawalerii (RFSRR)
6 Dywizja Kawalerii (ros. 6-я кавалерийская дивизия) – wielka jednostka kawalerii Armii Czerwonej okresu wojny polsko-bolszewickiej.

## Formowanie i walki
Sformowana na przełomie stycznia i lutego 1919 jako 1 Saratowska Dywizja Kawalerii, a od marca jako 6 Dywizja Kawalerii. W składzie 1 Armii Konnej Siemiona Budionnego toczyła walki z wojskami Denikina pod Saratowem, Woroneżem i Charkowem. Od maja 1920 walczyła na froncie polskim. 29 maja pod Nowo-Żywotowem rozbiła dwa bataliony 50 pułku piechoty, ale 31 maja pod Napadówką nie mogła przełamać obrony 45 pułku piechoty. Podczas ofensywy sowieckiej odznaczyła się w walkach pod Równem i Krasnem. 19 sierpnia poniosła porażkę pod Żółtańcami w walce z 1 Dywizją Jazdy. 29 i 30 sierpnia bez powodzenia atakowała Zamość. Poniosła duże straty w bitwie pod Komarowem.
W październiku-listopadzie 1920 r. w składzie 1 Armii Konnej walczyła przeciwko Siłom Zbrojnym Południa Rosji gen. Wrangla podczas operacji północnotaurydzkiej i perekopsko-czongarskiej, po których wojska Wrangla zostały zmuszone do opuszczenia kraju.

## Struktura organizacyjna
Organizacja dywizji w czasie I fazy walk na Ukrainie:
Dowództwo 6 Dywizji Kawalerii
- 1 Brygada Jazdy 6 DK
  - 31 pułk kawalerii
  - 32 pułk kawalerii
- 2 Brygada Jazdy 6 DK
  - 33 pułk kawalerii
  - 34 pułk kawalerii
- 3 Brygada Jazdy 6 DK
  - 35 pułk kawalerii
  - 36 pułk kawalerii

## Żołnierze dywizji
Dowódcy dywizji
- Sawielij Niegowora (9 stycznia–26 marca 1919)
- Iosif Apanasienko (26 marca–24 czerwca 1919)
- Siemionow (24 czerwca–14 lipca 1919)
- Boris Sołowjow (p.o. 14–15 lipca 1919)
- Iosif Apanasienko (15 lipca–17 lipca 1919)
- Aleksiej Polakow (p.o. 17 lipca–24 sierpnia 1919)
- Grigorij Baturin (24 sierpnia–3 października 1919)
- Iosif Apanasienko (3 października–3 listopada 1919)
- Siemion Timoszenko (3 listopada 1919–5 sierpnia 1920)
- Iosif Apanasienko (sierpień–październik 1920)[6]
- Jakow Szeko (p.o. 12–27 października 1920)
- Oka Gorodowikow (27 października 1920–22 października 1921)

Komisarze
- Gieorgij Romanow (p.o. 11 kwietnia–4 czerwca 1919)
- Wasilij Bierłow (p.o. 9 lipca–25 sierpnia 1919)
- Jakow Sałtykow (p.o. 27 sierpnia–1 września 1919)
- Siergiej Mieschi (1 września–3 listopada 1919)
- Pawieł Bachturow (4–23 listopada 1919)
- Piotr Gnidin (23 listopada 1919–6 stycznia 1920)
- Wasilij Bierłow (6 stycznia–10 lutego 1920)
- Pawieł Bachturow (12 lutego–5 sierpnia 1920)
- Grigorij Romanow (9–13 sierpnia 1920)
- Winokurow (13 sierpnia–4 września 1920)
- Iwan Szyriajew (p.o. 4–13 września 1920)
- Szepielew (13–28 września 1920)
- Grigorij Romanow (29 września–27 października 1920)
- Michaił Bogdanow (p.o. 27 października–30 listopada 1920)
- Nikita Naletow (p.o. 30 listopada–5 grudnia 1920)
- Iwan Szyriajew (5–18 grudnia 1920)
- Iwanow-Iwanowski (p.o. 18 grudnia 1920–22 kwietnia 1921)